# Марьинское сельское поселение (Брянская область)
Ма́рьинское сельское поселение — муниципальное образование в центральной части Комаричского района Брянской области.
Административный центр — посёлок Марьинка, известный своим плодово-садоводческим хозяйством.
Образовано в результате проведения муниципальной реформы в 2005 году, путём преобразования дореформенного Марьинского сельсовета.

## Население
| 2010  | 2011  | 2012  | 2013  | 2014  | 2015  | 2016  | 2017  | 2018  |
| ----- | ----- | ----- | ----- | ----- | ----- | ----- | ----- | ----- |
| 1215  | ↘1206 | ↘1160 | ↘1158 | ↘1124 | ↘1100 | →1100 | ↘1066 | ↘1062 |
| 2019  | 2020  | 2021  |       |       |       |       |       |       |
| ↘1053 | ↘1033 | ↗1077 |       |       |       |       |       |       |

## Населённые пункты
| № | Населённый пункт | Тип     | Население |
| - | ---------------- | ------- | --------- |
| 1 | Марьинка         | посёлок | ↘788      |
| 2 | Бочарово         | посёлок | →96       |
| 3 | Пигарево         | посёлок | ↘274      |

## Инфраструктура
- библиотека
- школа
- дом культуры
- медпункт
- магазины
- почта